# Eleições legislativas de 2019 no Porto

## Resultados Oficiais
| Partido                 | Partido                              | Votos   | %               | +/-   |
| ----------------------- | ------------------------------------ | ------- | --------------- | ----- |
|                         | Partido Social Democrata             | 44 211  | 34,17 / 100,00  | -     |
|                         | Partido Socialista                   | 39 505  | 30,53 / 100,00  | 2,09  |
|                         | Bloco de Esquerda                    | 14 170  | 10,95 / 100,00  | 0,40  |
|                         | CDU - Coligação Democrática Unitária | 8 359   | 6,46 / 100,00   | 1,90  |
|                         | CDS – Partido Popular                | 5 381   | 4,16 / 100,00   | -     |
|                         | Pessoas–Animais–Natureza             | 4 651   | 3,59 / 100,00   | 1,71  |
|                         | Iniciativa Liberal                   | 3 641   | 2,81 / 100,00   | Novo  |
|                         | LIVRE                                | 2 060   | 1,59 / 100,00   | 0,65  |
|                         | Outros (com menos de 1,00%)          | 3 799   | 2,92 / 100,00   |       |
| Votos Inválidos         | Votos Inválidos                      | 3 601   | 2,78 / 100,00   | 0,32  |
| Total                   | Total                                | 129 378 | 100,00 / 100,00 |       |
| Eleitorado/Participação | Eleitorado/Participação              | 210 104 | 61,58 / 100,00  | 0,48  |
| Fonte                   | Fonte                                | [ 1 ]   | [ 1 ]           | [ 1 ] |

## Resultados por Freguesia
Os resultados seguintes referem-se aos partidos que obtiveram mais de 1,00% dos votos:
| Freguesia                                                       | %     | %     | %     | %    | %    | %    | %    | %    | Votantes |
| Freguesia                                                       | PSD   | PS    | BE    | CDU  | CDS  | PAN  | IL   | L    | Votantes |
| --------------------------------------------------------------- | ----- | ----- | ----- | ---- | ---- | ---- | ---- | ---- | -------- |
| Aldoar, Foz do Douro e Nevogilde                                | 46,14 | 22,28 | 6,91  | 4,01 | 7,73 | 2,33 | 4,88 | 1,21 | 17 661   |
| Bonfim                                                          | 32,42 | 30,21 | 12,68 | 7,39 | 3,28 | 3,71 | 1,94 | 2,16 | 13 199   |
| Campanhã                                                        | 22,63 | 42,11 | 11,77 | 8,95 | 1,91 | 3,77 | 1,25 | 0,86 | 15 747   |
| Cedofeita, Santo Ildefonso, Sé, Miragaia, São Nicolau e Vitória | 31,90 | 29,61 | 13,61 | 7,01 | 3,65 | 4,14 | 2,31 | 2,51 | 19 893   |
| Lordelo do Ouro e Massarelos                                    | 37,15 | 28,50 | 9,40  | 6,24 | 4,91 | 3,01 | 3,94 | 1,59 | 15 737   |
| Paranhos                                                        | 33,12 | 31,45 | 11,83 | 6,41 | 3,10 | 4,15 | 2,19 | 1,57 | 25 354   |
| Ramalde                                                         | 35,03 | 30,31 | 10,26 | 5,81 | 4,58 | 3,70 | 3,18 | 1,27 | 21 787   |
| Porto                                                           | 34,17 | 30,53 | 10,95 | 6,46 | 4,16 | 3,59 | 2,81 | 1,59 | 129 378  |

#### Aldoar, Foz do Douro e Nevogilde
| Partido                 | Partido                              | Votos  | %               | +/-  |
| ----------------------- | ------------------------------------ | ------ | --------------- | ---- |
|                         | Partido Social Democrata             | 8 148  | 46,14 / 100,00  | -    |
|                         | Partido Socialista                   | 3 935  | 22,28 / 100,00  | 3,21 |
|                         | CDS – Partido Popular                | 1 365  | 7,73 / 100,00   | -    |
|                         | Bloco de Esquerda                    | 1 220  | 6,91 / 100,00   | 0,96 |
|                         | Iniciativa Liberal                   | 862    | 4,88 / 100,00   | Novo |
|                         | CDU - Coligação Democrática Unitária | 708    | 4,01 / 100,00   | 1,07 |
|                         | Pessoas–Animais–Natureza             | 412    | 2,33 / 100,00   | 0,86 |
|                         | LIVRE                                | 214    | 1,21 / 100,00   | 0,32 |
|                         | Outros (com menos de 1,00%)          | 396    | 2,27 / 100,00   |      |
| Votos Inválidos         | Votos Inválidos                      | 401    | 2,27 / 100,00   | 0,86 |
| Total                   | Total                                | 17 661 | 100,00 / 100,00 |      |
| Eleitorado/Participação | Eleitorado/Participação              | 25 496 | 69,27 / 100,00  | 0,19 |

#### Bonfim
| Partido                 | Partido                              | Votos  | %               | +/-  |
| ----------------------- | ------------------------------------ | ------ | --------------- | ---- |
|                         | Partido Social Democrata             | 4 279  | 32,42 / 100,00  | -    |
|                         | Partido Socialista                   | 3 988  | 30,21 / 100,00  | 2,37 |
|                         | Bloco de Esquerda                    | 1 674  | 12,68 / 100,00  | 0,97 |
|                         | CDU - Coligação Democrática Unitária | 975    | 7,39 / 100,00   | 1,32 |
|                         | Pessoas–Animais–Natureza             | 490    | 3,71 / 100,00   | 1,77 |
|                         | CDS – Partido Popular                | 433    | 3,28 / 100,00   | -    |
|                         | LIVRE                                | 285    | 2,16 / 100,00   | 1,17 |
|                         | Iniciativa Liberal                   | 256    | 1,94 / 100,00   | Novo |
|                         | Outros (com menos de 1,00%)          | 443    | 3,36 / 100,00   |      |
| Votos Inválidos         | Votos Inválidos                      | 376    | 2,85 / 100,00   | 0,08 |
| Total                   | Total                                | 13 199 | 100,00 / 100,00 |      |
| Eleitorado/Participação | Eleitorado/Participação              | 21 846 | 60,42 / 100,00  | 0,75 |

#### Campanhã
| Partido                 | Partido                              | Votos  | %               | +/-  |
| ----------------------- | ------------------------------------ | ------ | --------------- | ---- |
|                         | Partido Socialista                   | 6 631  | 42,11 / 100,00  | 1,33 |
|                         | Partido Social Democrata             | 3 563  | 22,63 / 100,00  | -    |
|                         | Bloco de Esquerda                    | 1 853  | 11,77 / 100,00  | 0,57 |
|                         | CDU - Coligação Democrática Unitária | 1 410  | 8,95 / 100,00   | 3,25 |
|                         | Pessoas–Animais–Natureza             | 594    | 3,77 / 100,00   | 1,81 |
|                         | CDS – Partido Popular                | 300    | 1,91 / 100,00   | -    |
|                         | Iniciativa Liberal                   | 197    | 1,25 / 100,00   | Novo |
|                         | Outros (com menos de 1,00%)          | 697    | 4,41 / 100,00   |      |
| Votos Inválidos         | Votos Inválidos                      | 502    | 3,19 / 100,00   | 0,31 |
| Total                   | Total                                | 15 747 | 100,00 / 100,00 |      |
| Eleitorado/Participação | Eleitorado/Participação              | 28 076 | 56,09 / 100,00  | 2,58 |

#### Cedofeita, Santo Ildefonso, Sé, Miragaia, São Nicolau e Vitória
| Partido                 | Partido                              | Votos  | %               | +/-  |
| ----------------------- | ------------------------------------ | ------ | --------------- | ---- |
|                         | Partido Social Democrata             | 6 345  | 31,90 / 100,00  | -    |
|                         | Partido Socialista                   | 5 890  | 29,61 / 100,00  | 3,95 |
|                         | Bloco de Esquerda                    | 2 708  | 13,61 / 100,00  | 1,51 |
|                         | CDU - Coligação Democrática Unitária | 1 395  | 7,01 / 100,00   | 1,36 |
|                         | Pessoas–Animais–Natureza             | 824    | 4,14 / 100,00   | 2,13 |
|                         | CDS – Partido Popular                | 727    | 3,65 / 100,00   | -    |
|                         | LIVRE                                | 500    | 2,51 / 100,00   | 1,30 |
|                         | Iniciativa Liberal                   | 460    | 2,31 / 100,00   | Novo |
|                         | Outros (com menos de 1,00%)          | 555    | 2,80 / 100,00   |      |
| Votos Inválidos         | Votos Inválidos                      | 489    | 2,46 / 100,00   | 0,37 |
| Total                   | Total                                | 19 893 | 100,00 / 100,00 |      |
| Eleitorado/Participação | Eleitorado/Participação              | 35 745 | 55,65 / 100,00  | 0,92 |

#### Lordelo do Ouro e Massarelos
| Partido                 | Partido                              | Votos  | %               | +/-  |
| ----------------------- | ------------------------------------ | ------ | --------------- | ---- |
|                         | Partido Social Democrata             | 5 847  | 37,15 / 100,00  | -    |
|                         | Partido Socialista                   | 4 485  | 28,50 / 100,00  | 2,35 |
|                         | Bloco de Esquerda                    | 1 480  | 9,40 / 100,00   | 1,79 |
|                         | CDU - Coligação Democrática Unitária | 982    | 6,24 / 100,00   | 2,38 |
|                         | CDS – Partido Popular                | 772    | 4,91 / 100,00   | -    |
|                         | Iniciativa Liberal                   | 620    | 3,94 / 100,00   | Novo |
|                         | Pessoas–Animais–Natureza             | 473    | 3,01 / 100,00   | 1,33 |
|                         | LIVRE                                | 251    | 1,59 / 100,00   | 0,51 |
|                         | Outros (com menos de 1,00%)          | 399    | 2,53 / 100,00   |      |
| Votos Inválidos         | Votos Inválidos                      | 428    | 2,72 / 100,00   | 0,08 |
| Total                   | Total                                | 15 737 | 100,00 / 100,00 |      |
| Eleitorado/Participação | Eleitorado/Participação              | 24 360 | 64,60 / 100,00  | 1,13 |

#### Paranhos
| Partido                 | Partido                              | Votos  | %               | +/-  |
| ----------------------- | ------------------------------------ | ------ | --------------- | ---- |
|                         | Partido Social Democrata             | 8 396  | 33,12 / 100,00  | -    |
|                         | Partido Socialista                   | 7 973  | 31,45 / 100,00  | 2,19 |
|                         | Bloco de Esquerda                    | 3 000  | 11,83 / 100,00  | 0,63 |
|                         | CDU - Coligação Democrática Unitária | 1 624  | 6,41 / 100,00   | 1,99 |
|                         | Pessoas–Animais–Natureza             | 1 051  | 4,15 / 100,00   | 2,11 |
|                         | CDS – Partido Popular                | 786    | 3,10 / 100,00   | -    |
|                         | Iniciativa Liberal                   | 554    | 2,19 / 100,00   | Novo |
|                         | LIVRE                                | 398    | 1,57 / 100,00   | 0,62 |
|                         | Outros (com menos de 1,00%)          | 805    | 3,17 / 100,00   |      |
| Votos Inválidos         | Votos Inválidos                      | 767    | 3,03 / 100,00   | 0,40 |
| Total                   | Total                                | 25 354 | 100,00 / 100,00 |      |
| Eleitorado/Participação | Eleitorado/Participação              | 41 022 | 61,81 / 100,00  | 1,39 |

#### Ramalde
| Partido                 | Partido                              | Votos  | %               | +/-  |
| ----------------------- | ------------------------------------ | ------ | --------------- | ---- |
|                         | Partido Social Democrata             | 7 633  | 35,03 / 100,00  | -    |
|                         | Partido Socialista                   | 6 603  | 30,31 / 100,00  | 0,80 |
|                         | Bloco de Esquerda                    | 2 235  | 10,26 / 100,00  | 0,98 |
|                         | CDU - Coligação Democrática Unitária | 1 265  | 5,81 / 100,00   | 1,72 |
|                         | CDS – Partido Popular                | 998    | 4,58 / 100,00   | -    |
|                         | Pessoas–Animais–Natureza             | 807    | 3,70 / 100,00   | 1,75 |
|                         | Iniciativa Liberal                   | 692    | 3,18 / 100,00   | Novo |
|                         | LIVRE                                | 277    | 1,27 / 100,00   | 0,37 |
|                         | Outros (com menos de 1,00%)          | 639    | 2,93 / 100,00   |      |
| Votos Inválidos         | Votos Inválidos                      | 638    | 2,93 / 100,00   | 0,54 |
| Total                   | Total                                | 21 787 | 100,00 / 100,00 |      |
| Eleitorado/Participação | Eleitorado/Participação              | 33 559 | 64,92 / 100,00  | 2,48 |